# Scopocira petilloni
Espèce
Scopocira petilloni est une espèce d'araignées aranéomorphes de la famille des Salticidae.

## Distribution
Cette espèce est endémique de Guyane. Elle se rencontre vers Maripasoula.

## Description
Le mâle holotype mesure 3,30 mm.

## Systématique et taxinomie
Cette espèce a été décrite par Courtial et Picard en 2024.

## Étymologie
Cette espèce est nommée en l'honneur de Julien Pétillon.

## Publication originale
- Courtial & Picard, 2024 « Description de Scopocira petilloni sp. nov. (Araneae, Salticidae) nouvelle espèce pour la Guyane. » Revue Arachnologique, sér. 2, vol. 11, p. 24-27.